# قارن
قارَن (معرب کارَن) ملقب به قارن کاوگان و قارن رزم زن ، پسر کاوهٔ آهنگر و یکی از پهلوانان ایرانی شاهنامه و سپهدار ارتش ایران از زمان پادشاهی فریدون تا کیقباد است. قارن در زمان نبرد منوچهر با سلم، تور و کوش نیز سپهدار ایران است که بیش از سیصد هزار سپاه را فرماندهی می‌کند. وی بسیار دلیر بود و به همین دلیل به او کارن رزم‌زن می‌گفتند. مرکب از کار (به مفهوم کارزار و پیکار و رزم) + فتحه و نون که پسوند نسبت است. منسوب به رزم یا منسوب به کارزار یا جنگجو. وی دارای دختری به نام ویس بود که معشوقهٔ رامین بوده‌است. شکل پهلوی کلمه کاران (Karan) است که نام خاندان کارن یکی از هفت خاندان‌های بزرگ دورهٔ اشکانیان است که در زمان ساسانیان نیز دارای اهمیت بوده و افراد بزرگ این خاندان به همین اسم شهرت یافته‌اند.

## توصیفشاهنامه
نام قارن برای بار نخست زمانی عنوان می‌شود که سلم و تور برادر کوچک‌ترشان ایرج را کشته و تاج و تخت ایران را پس از مرگ فریدون بی‌وارث گذاشته‌اند. فرمانداران و شاهان خرد ایرانی که در این دوران گرد فریدون جمع هستند: قارن شاه ری، سام شاه زابل، و تنی چند از بزرگان و پهلوانان ایران نظیر شاپور و شیدوش. فریدون به سفیر سلم و تور که برای بخشش کردار گذشته منوچهر خواسته‌اند تا جبران کنند، این‌گونه پاسخ آورد:
| کنون چون ز ایرج بپرداختید   |  | به کین منوچهر بر ساختید    |
| نبینید رویش مگر با سپاه     |  | ز پولاد بر سر نهاده کلاه   |
| ابا گرز و با کاویانی درفش   |  | زمین کرده از سمّ اسپان بنفش |
| سپهدار چون قارن رزم‌زن       |  | چو شاپورِ نستوه شمشیر زن    |
| به یک دست شیدوش جنگی به پای |  | چو شیروی شیر اوژن رهنمای   |
| چو سام نریمان و سرو یمن     |  | به پیش سپاه اندرون رای زن  |

قارن و منوچهر از دو سه سو به سپاه سلم و تور حمله بردند و منوچهر تور را کشت و قارن به تعقیب سلم پرداخت و با گرفتن انگشتری تور از منوچهر، شبانه به دژی (دژ آلانان) که سلم قصد پناه بردن به آن را داشت، رفت و با نشان دادن انگشتری تور، خود را فرستادهٔ تور خواند و به درون دژ راه یافت و چون روز فرا رسید درفشی بر فراز دژ برافراشت و لشکر ایران به دژ حمله کردند و دژ را با خاک یکسان کردند.

## توصیفکوش نامه
بر خلاف شاهنامه، در کوش نامه ایرانشان نام قارن قبل از نبرد منوچهر و پسران فریدون در دو رویداد مهم دیگر نیز عنوان می شود. اولین بار در زمان حکومت کوش پیل دندان در چین و پس از اینکه سپاه فریدون به فرماندهی نستوه در شکست دادن کوش ناکام می ماند، قارن از ماموریت خود در سقلاب و روم باز می گردد. در این هنگام فریدون شاه درنگ نمی کند و فوراً قارن را با سپاهی عظیم به نبرد با کوش می فرستد. در نهایت نیرو های فریدون پیروز می شوند و قارن در نبردی تن به تن کوش پیل دندان را شکست می دهد و اسیر می کند، سپس او را در کوه دماوند در کنار ضحاک ماردوش زندانی می کند. دومین رویداد مهمی که قارن در آن حضور دارد زمانی است که کوش پیل دندان در آفریقا بر علیه فریدون شورش می کند. فریدون پسرش سلم را به همراه قارن به جنگ با کوش می فرستد، نهایتاً در این جنگ سپاه فریدون به پیروزی می رسد، قارن زخمی می شود و کوش پیل دندان به غرب می گریزد. سومین باری که در کوش نامه به قارن اشاره می شود در زمان نبرد منوچهر با سلم، تور و کوش است که شاهنامه هم به آن اشاره کرده است.